# Opius crenulatus
Opius crenulatus är en stekelart som beskrevs av Szepligeti 1914. Opius crenulatus ingår i släktet Opius och familjen bracksteklar. Inga underarter finns listade i Catalogue of Life.